# 海長寺
海長寺（かいちょうじ）は、静岡県静岡市清水区村松にある日蓮宗の本山（由緒寺院）。山号は龍水山。

## 沿革
- 852年（仁寿2年） - 有渡山八ツ原に、円仁を開基とし村松山峨岳寺として創建される。
- 1011年（寛弘8年） - 山津浪で崩壊し現在地へ移る。
- 1274年（文永9年） - 中老僧日位が当地を布教し、当時の寺主慈証を帰伏し山寺号も龍水山海上寺となる。
- 文明、明応、宝永、明暦、宝暦、天保、安政年間と度々天災地変を被る。
- 江戸時代に寺号を海長寺と改める。
- 1849年（嘉永2年） - 祖師堂の再建及び本堂の大修復成る。
- 1921年（大正10年）3月 - 鐘楼と庫裡を除いて全山焼失。再建を図る。
- 1945年（昭和20年）7月7日 - 清水大空襲で鐘楼と宝蔵を除いて再び全山焼失。以降再建を図る。

現住は71世・中條日有貫首（静岡県静岡市本能寺より晋山）。池上法縁五本山の一つ。

## 寺宝
- 鉄製釣燈篭（静岡県指定重要文化財、天福元年）
- 紺紙白金泥法華経（静岡県指定重要文化財、元の元統元年、順宗帝筆）
- 宗祖御真筆本尊（十界曼荼羅）一幅（日蓮宗の宗宝）
- 願満の祖師像　（中老僧日法作、本堂安置）
- 渡唐の天神像　（天神堂安置）
- 紺紙金泥法華経一巻（光明皇后筆）

## 旧末寺
日蓮宗は昭和16年に本末を解体したため、現在では、旧本山・旧末寺と呼びならわしている。
- 高橋山建徳寺（静岡県静岡市清水区高橋）
- 養保山妙福寺（静岡県静岡市清水区三保）
- 東光山本能寺（静岡県静岡市清水区村松）
- 遠因山本妙寺（静岡県静岡市清水区新緑町）
- 円教山妙慶寺（静岡県静岡市清水区清水町）

## 交通アクセス
- 東海道本線清水駅よりバスにて村松下車徒歩3分。

## 参考資料
- 日蓮宗寺院大鑑編集委員会『宗祖第七百遠忌記念出版 日蓮宗寺院大鑑』大本山池上本門寺 (1981年)
- 中尾尭、寺尾英智監修『図説 日蓮聖人と法華の至宝』同朋舎メディアプラン